# Leonas Alesionka
Leonas Alesionka (* 6. Januar 1949 in Švenčionys) ist ein litauischer Politiker.

## Leben
Nach dem Abitur 1966 an der Mittelschule Anykščiai absolvierte Alesionka 1972 das Studium der Medizin an der Medizinfakultät der Vilniaus universitetas.
Von 1972 bis 1975 war er Arzt im Krankenhaus Ukmergė und von 1975 bis 1992 als Dermatovenerologe im Krankenhaus Anykščiai. Von 1992 bis 1996 war er Mitglied im Seimas und von 1997 bis 2003 im Rat der Rajongemeinde Anykščiai, von 2000 bis 2001 Bürgermeister.
Ab 1990 war er Mitglied von Lietuvos demokratinė darbo partija (LDDP), ab 2001 der Lietuvos socialdemokratų partija.

## Quelle
VRK.lt Info (Memento vom 2. Juni 2013 im Internet Archive)
| Personendaten    | Personendaten         |
| ---------------- | --------------------- |
| NAME             | Alesionka, Leonas     |
| KURZBESCHREIBUNG | litauischer Politiker |
| GEBURTSDATUM     | 6. Januar 1949        |
| GEBURTSORT       | Švenčionys            |